# LanguageTool
LanguageTool  är en gratis stavnings- och grammatikgranskare med öppen källkod, och alla dess funktioner är tillgängliga för nedladdning. LanguageTool-webbplatsen ansluter till ett eget systerprojekt LanguageTool Plus, som ger förbättrad feldetektering för svenska, engelska och tyska, samt enklare översyn av längre texter, enligt den öppna kärnmodellen.
Det startades av Daniel Naber för hans examensarbete 2003 (då skrivet i Python). Den stöder nu 31 språk, som alla utvecklats av frivilliga underhållare, vanligtvis modersmål på varje språk. Baserat på feldetekteringsmönster skapas regler och testas sedan för en viss text.
Själva appen är gratis och öppen källkod och kan laddas ner för offline-användning. Vissa språk använder 'n-gram' data, vilket är massivt och kräver avsevärd bearbetningskraft. Som sådan erbjuds LanguageTool också som en webbtjänst som bearbetar 'n-gram' data på serversidan. LanguageTool Plus använder också n-gram som en del av sin freemium-affärsmodell.
LanguageTool-webbtjänsten kan användas via ett webbgränssnitt i en webbläsare eller via specialiserade klientsidesplugg-program för Microsoft Office, LibreOffice, Apache OpenOffice, Vim, Emacs, Firefox, Thunderbird och Google Chrome. Dess webbappklient kan också integreras på webbplatser.